# 에베르 (브뤼셀)

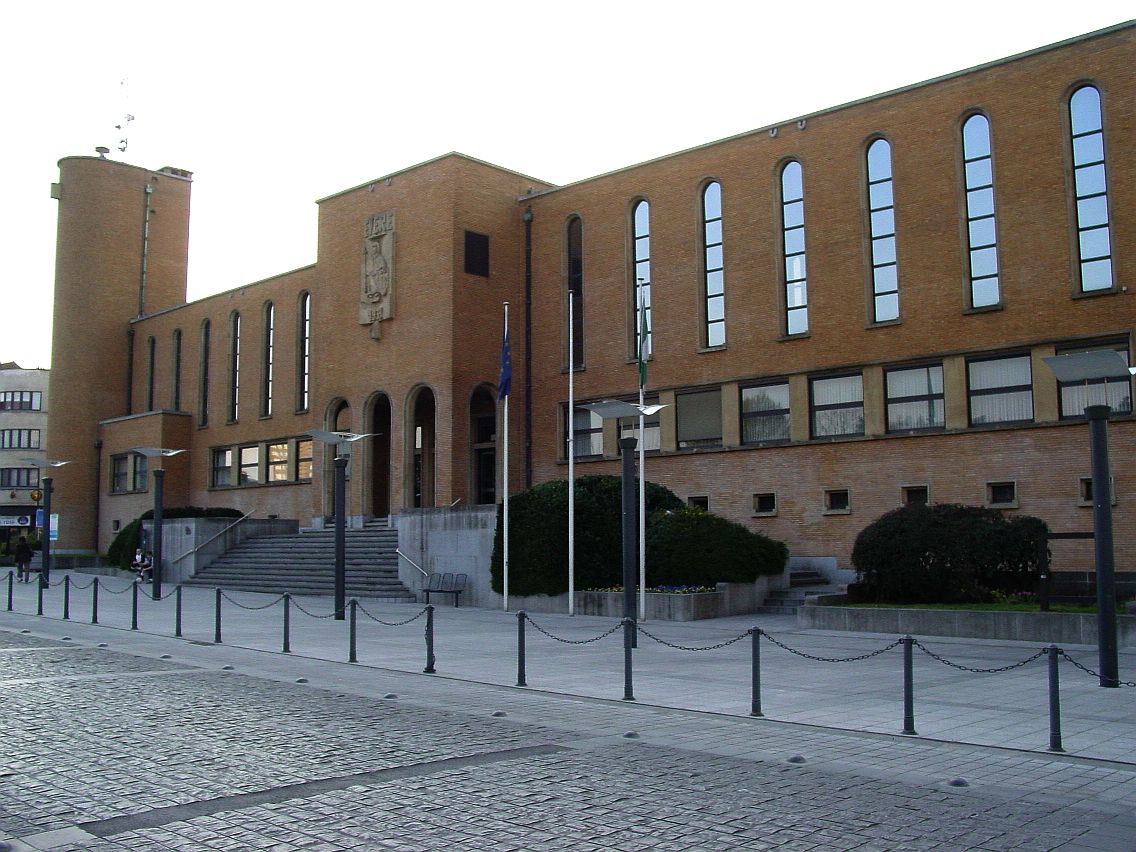
에베르

에베르(프랑스어: Evere, 발음: [evɛʁ]) 또는 에베러(네덜란드어: Evere, 발음 [ˈeːvərə] ( 듣기))는 벨기에 브뤼셀 수도 지역을 구성하는 19개 지방 자치체 가운데 하나로 면적은 5.02km2, 인구는 37,009명(2013년 1월 1일 기준), 인구 밀도는 7,400명/km2이다.

시기
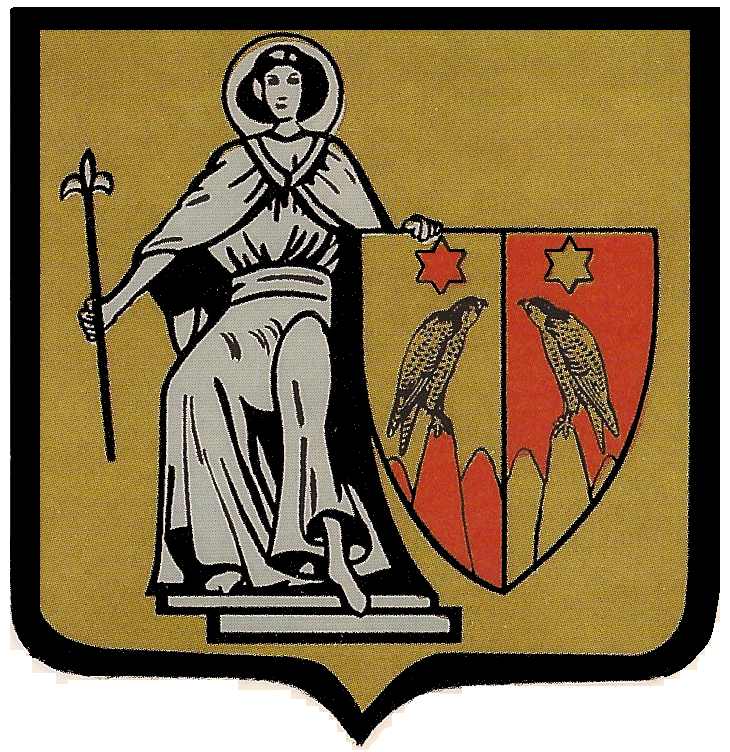
시 문장